# 岡崎英輔
岡崎 英輔（おかざき えいすけ、1940年1月 - ）は、日本の哲学者、弘前大学人文学部名誉教授、元同大学付属図書館館長。思想文芸講座に所属していた。主な研究分野は、哲学・倫理学である。その中で、ドイツ観念論、ヘーゲルを研究テーマとしていた。その他、ヨーロッパ語系文学など。妻は、弘前大学理工学部教授の岡崎禎子。

## 来歴
- 1964年 - 東北大学文学部卒業（哲学科）
- 1967年 - 東北大学文学部文学研究科哲学専攻修了（文学修士）

| スタブアイコン | サブスタブ | この項目は、まだ閲覧者の調べものの参照としては役立たない、人物に関連した書きかけの項目です。この項目を加筆・訂正などしてくださる協力者を求めています（P:人物伝/PJ:人物伝）。 |